# Suflér

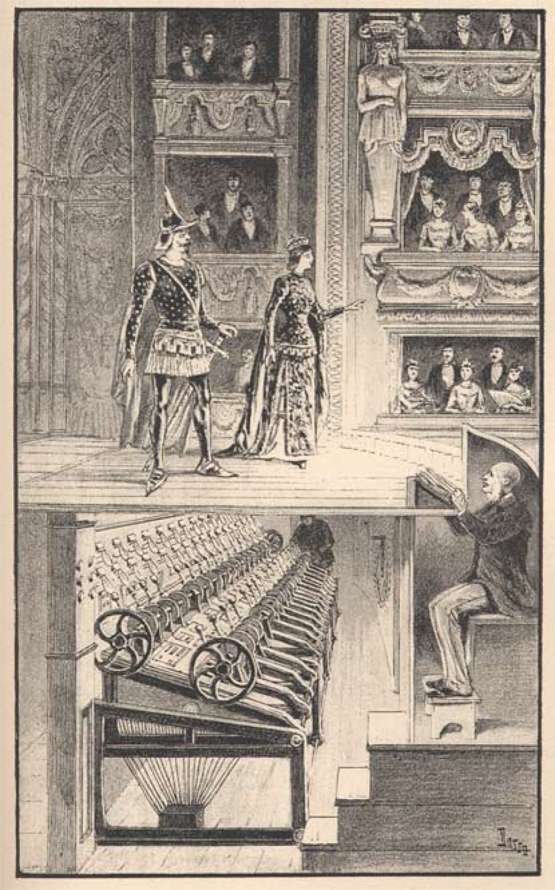
Nápověda v 18. století.

Suflér (z francouzského souffleur, „ten kdo napovídá“), česky nápověda, je osoba která při představení připomíná hercům v případě potřeby text jejich role. Suflér se nesmí nikdy ukázat divákům, proto se skrývá buď ve zvláštní budce uprostřed přední části jeviště, nebo na jeho boční straně, nejčastěji za kulisami. Sufléři jsou nezbytnou součástí jak činohry, tak opery; operní sufléři musí zpravidla zběžně ovládat světové jazyky oper (především italštinu, němčinu aj.) a umět číst notový zápis.
Komunikace mezi suflérem a herci by měla probíhat tak, aby si jí divák nevšiml. Například ale Divadlo Járy Cimrmana na přítomnost nápovědy upozorňuje ve hře Záskok nebo scénkou Jmelí ve hře Afrika.)